# Религия в Монголии
Основной религией в Монголии является тибетский буддизм традиции Гэлуг, модифицированный на монгольской почве. Согласно национальной переписи 2020 года, 51,7 % монголов идентифицируют себя как буддисты, 40,6 % — неверующие, 3,2 % — мусульмане (преимущественно казахи), 2,5 % — последователи монгольской шаманской традиции, 1,3 % — христиане, и 0,7 % — последователи других религий.

## История
В древности предки монгол были шаманистами. Во времена империи Юань официальной религии был тибетский буддизм традиции Сакья. После распада империи Юань наряду с буддизмом вновь большое значение приобрел шаманизм. К концу XVI столетия шаманизм был в Монголии вытеснен тибетским буддизмом традиции Гэлуг. В северных таёжных районах Монголии шаманизм сохраняется и поныне, в сочетании с буддизмом.
На начало XX в. значительную часть населения Монголии составляло буддийское духовенство, так как в каждой семье был обычай отдавать третьего ребёнка в монастырь. Монастыри оказывали значительное влияние на власть и хозяйство страны. После образования Монгольской Народной Республики началось изъятие ценностей у монастырей, их закрытие и искоренение буддизма. В 1937—1938 гг. проводились массовые репрессии против духовенства, все монастыри были закрыты, в основном разрушены. В конце 1940-х гг. был открыт один монастырь. Под влиянием перестройки в СССР в Монголии в 1989 году сняли ограничения на религиозную деятельность.

## Современная ситуация
По сообщениям печати и Интернет-сайтов, в 2010 г. в Улан-Баторе действовали более 350 храмов и религиозных учреждений. Из них христианских (в основном, протестантских) — 197 (почти 70 %), буддийских — 63, шаманских — 7, исламских — 3. Без законных разрешений и регистраций действовали: христианских храмов — 91, исламских — 1, шаманских — 1. По официальным данным, в 2010 г., в Улан-Баторе зарегистрированы и действуют 115 христианских храмов и церквей, 62 буддийских монастыря и дацана, 10 шаманских центров, 2 мечети, 1 бахаистский храм.
| Религия        | 2010        | 2010 | 2020        | 2020 |
| Религия        | Численность | %    | Численность | %    |
| -------------- | ----------- | ---- | ----------- | ---- |
| Буддизм        | 1,459,983   | 53.0 | 1,704,480   | 51.7 |
| Ислам          | 82,641      | 3.0  | 105,500     | 3.2  |
| Шаманизм       | 79,886      | 2.9  | 82,422      | 2.5  |
| Христианство   | 60,603      | 2.2  | 42,859      | 1.3  |
| Другие религии | 11,019      | 0.4  | 23,078      | 0.7  |
| Неверующие     | 1,063,308   | 38.6 | 1,338,528   | 40.6 |
| Всего          | 2,754,685   | 100  | 3,296,866   | 100  |

В Монголии буддизм постепенно возродился. Монастырей стало больше, как и духовенства. Однако количество монастырей и монахов не сопоставимо с таковым до репрессий 1937—1938 гг.
Казахи Монголии имеют свыше 40 мечетей в местах их компактного проживания на западе Монголии, а также школы по изучению основ религии. В центре столицы Монголии городе Улан-Батор идёт строительство центральной мечети Монголии.
Казахи в Монголии исповедуют ислам суннитского толка. Ранее исповедовавшие ислам хотоны, спонтанно воспринявшие значительную часть буддистских традиций и обычаев окружающих их дербетов, ныне постепенно восстанавливают исламские традиции.
В Монголии есть небольшая (несколько десятков человек) еврейская иудаистская община.
С конца 1990-х годов в Монголии функционируют и некоторые другие деноминации (мунизм, бонпо).

### Христианство
По данным «Энциклопедии религий» Дж. Г. Мелтона в 2010 году в Монголии насчитывалось 47,1 тысячи христиан. Исследование Pew Research Center насчитало в стране 60 тысяч христиан. При этом, за десятилетие 2000—2010 гг. христианство было самой быстрорастущей религией страны (ежегодный прирост составлял 6 %).
Большинство монгольских христиан — прихожане различных протестантских церквей (34-40 тысяч верующих). Православия в стране придерживаются 1,4 тысячи человек. Это проживающие в стране русские, украинцы, белорусы, молдаване и члены смешанных семей. Численность католиков, по данным апостольской префектуры Улан-Батора, составляла 656 человек (на 2011 год), в стране было 20 католических священников и четыре прихода. Ещё 9 тысяч верующих относятся к маргинальному христианству (преимущественно мормоны и свидетели Иеговы).